# 國井豊
国井 豊（くにい ゆたか、1965年7月23日 - ）は、日本の政治家。行政書士。大洗町長。